# Шалиевка
Шали́евка (укр. Шаліївка) — село, входит в Сквирский район Киевской области Украины на реке Березянка.
Население по переписи 2001 года составляло 381 человек. Почтовый индекс — 09042. Телефонный код — 4568. Занимает площадь 1,96 км². Код КОАТУУ — 3224087801.

## Местный совет
09042, Київська обл., Сквирський р-н, с. Шаліївка, вул. Радянська,44